# Royale Philharmonie de Saint-Symphorien
 (août 2014).
Si vous disposez d'ouvrages ou d'articles de référence ou si vous connaissez des sites web de qualité traitant du thème abordé ici, merci de compléter l'article en donnant les références utiles à sa vérifiabilité et en les liant à la section « Notes et références ».
Fondée en 1853, la Royale Philharmonie de Saint-Symphorien (RPSS) est une institution qui fait la fierté du village belge de Saint-Symphorien. Renommée dans la région comme à l'étranger grâce à son niveau "Excellence" (France, Luxembourg...), elle dispense des prestations variées au programme étendu (classique, variétés, contemporain...) avec en moyenne 95 musiciens au pupitre, tous amateurs et bénévoles.

## Concerts et manifestations
Certains concerts sont récurrents. En janvier, depuis 1998, un concert Strauss est interprété sur le deuxième week-end. Le succès oblige le Conseil d'administration à l'organiser le samedi et le dimanche. En 2008, vu le nombre de places refusées car les concerts sont complets à partir de la Noël, la répétition générale est publique, pour satisfaire le maximum de personnes. En fin de mois d'avril, le concert de gala ravit les spectateurs avec une large palette de morceaux. Elle accompagne régulièrement des processions et organise tous les troisièmes dimanches d'octobre son Oberbayern (soirée Oktoberfest) où de la choucroute maison est dégustée avec du vin d'Alsace pendant les 4 heures de musique, jouée par des musiciens de la phalange et appelés pour l'occasion « Die Symphorische Kappelle ».
Là où la Philharmonie ne rompt pas non plus à la tradition, c'est lors de la Sainte-Cécile où une messe-concert est donnée à l'église du village, précédant le banquet des musiciens. Ainsi, 250 convives prennent place à table.

## Événements marquants et exceptionnels
En 2003, une année est consacrée aux 150 ans de la société. Le premier CD est enregistré. Un concert de gala au Théâtre royal de Mons est organisé où le final du deuxième acte de Aïda, de Giuseppe Verdi, est interprété avec 200 choristes. Ce concert est enregistré en direct et en public pour constituer le deuxième CD. Le concert de clôture dans ce même théâtre, en décembre, voit la venue de la Musique royale des Guides. Celle-ci ouvre le concert avec 1812, de P. I. Tchaïkovsky qui donnera l'idée à la société de la présenter au concours de la Fédération à Binche, en octobre 2006, rapportant à la société plus de 95 % des points.

## Organisation

### Leconseil d'administration
Le conseil d'administration est l'organe central de l'organisation. Composé d'une dizaine de membres dont les chefs, il organise les concerts et assure la maintenance pendant son exécution. Il gère la société ainsi que le local, la salle Calva. Sa présidente depuis 2006 est Nathalie Méaux, qui n'est autre que la fille du directeur artistique, saxophoniste et 1er prix de conservatoire en piano.

### L'Académie
La société possède sa propre Académie de musique qui dispense les cours le mercredi et le samedi. Tout instrument qui est joué dans une philharmonie peut être appris, ainsi que le solfège, évidemment. Les instruments peuvent être loués à la Philharmonie. Les professeurs sont, outre le directeur artistique, des musiciens confirmés de l'orchestre et ou professionnels qui ont choisi ce métier après être devenus musiciens à la Philharmonie.

### La Salle C.A.L.V.A.
Centre d'accueil local de la vie associative, la salle est le local des répétitions, des cours et de concerts. Il peut être loué par toute personne pourvu qu'il soit libre. En effet, l'occupation y est maximale et les week-ends sont bien souvent réservés un an à l'avance.
C'est une salle moderne avec cuisine équipée. Sa contenance est de 300 personnes assises. Des banquets de 250 convives peuvent y être organisés.
Lors des concerts, outre l'orchestre, la moyenne de l'assistance est de 250 personnes.

## Le directeur artistique
Le chef d'orchestre, Michel Méaux, a repris la flambeau à tout juste 20 ans, en 1967. L'orchestre était composé de 7 musiciens. Il y en a bien plus de 100 en 2008. Diplômé du Conservatoire royal de Mons en Trompette et musique de chambre, il fait carrière à l'orchestre de la RTBF avec son ami Jean-Claude Deside comme voisin de pupitre. À la fermeture de celui-ci, il est réintégré dans le cadre de la RTBF comme technicien de son et s'occupe du remastering des collections audio de la chaîne. Il est également professeur au Conservatoire royal de Mons en musique de chambre pour cuivres et lecture et transposition pour cuivres. La réforme de Bologne l'oblige à abandonner sa charge en musique de chambre. Ses activités professionnelles cessent en 2008. L'année 2007 marque le 40e anniversaire de direction et ses 60 ans. À cette occasion, la société monte un grand projet de spectacle avec cinq chorales de la région et une chorale d'enfants: Carmina Burana, de Carl Orff. La dernière prestation, en octobre 2008, a rassemblé plus de 1300 personnes à la Collégiale Sainte-Waudru à Mons. Sur les trois concerts interprétés, plus de 3000 spectateurs se sont rassemblés.
Il a en outre dirigé plusieurs concerts et opéras de prestige avec des solistes internationaux, devant S.A.R. le prince Philippe de Belgique (la Chauve-Souris, la Traviata, le Barbier de Séville...). Il est une des principales causes du développement et de la survie de la Société.

## Liste des instruments présents

### Lesbois
- Hautbois
- Flûtes
- Piccolos
- Basson
- Clarinettes
- Clarinette basse
- Saxophones alto
- Saxophones ténors
- Saxophone baryton

### Lescuivres
- Bugles
- Trompettes
- Cornets
- Cors
- Trombones ténors
- Trombones basses
- Barytons
- Euphoniums
- Tubas basses

### Lespercussions
- Entre quatre et huit percussionnistes sur des instruments classiques comme des accessoires insolites.

## Les enregistrements
Au 1er janvier 2008, trois CD composent la discographie de la Philharmonie.
- Royale Philharmonie de Saint-Symphorien 1853-2003, 150e anniversaire, 2003.
- Royale Philharmonie de Saint-Symphorien, enregistrement du concert de gala du 150e anniversaire au Théâtre royal de Mons, 2003.
- Michel Méaux, quarante ans de Direction, 2007.